# 甘贝托拉
甘贝托拉是意大利艾米利亚-罗马涅大区弗利-切塞纳省的一个镇，面积7.6平方公里，人口9,748人（2004年）。